# Oxanna
Oxanna è il primo album della cantante pop italiana Anna Oxa, pubblicato nel 1978 dall'etichetta discografica RCA Italiana in formato LP.

## Il disco
Questo album contiene brani che parlano di promiscuità, suicidio e l'amore visto da insolite prospettive.
Dall'album vengono tratti i singoli Un'emozione da poco, brano classificatosi al secondo posto al Festival di Sanremo 1978, e Fatelo con me, brano scritto da Ivano Fossati, sul tema del sadomasochismo. Quest'ultimo brano è stato riproposto da Rachele Bastreghi nel suo secondo album da solista Psychodonna del 2021.

## Tracce
A1 - Fatelo con me (I. Fossati) - 5:44 
A2 - Dove (It's Over) (L. Sayer, P. Cassella, T. Snow) - 3:39
A3 - Un cielo a metà (Whole Wide World) (P. Iacopucci, W. Eric) - 3:11
A4 - Sara non piange mai (O. Petrossi, P. Cassella) - 3:26
A5 - Tu non sei l'America (There Isn't Anything) (J. Vastano, P. Cassella) - 3:12  
B1 - Un'emozione da poco (G. Guglielminetti, I Fossati) - 4:13
B2 - Pelle di serpente (C. Mattone, F. Migliacci) - 3:40
B3 - Così va se ti va e questo finché mi andrà (I. Fossati) - 3:53
B4 - Un click d'ironia (L. Ciccaglioni, P. Cassella) - 3:37
B5 - Se devo andare via (C. De Natale, I. Fossati, R. Cini) - 4:28

## Formazione
- Anna Oxa – voce, cori
- Luciano Ciccaglioni – chitarra sintetica, acustica ed elettrica, cori, mandolino
- Massimo Buzzi – batteria, cori, tamburello, battito di mani, battito di piedi, cembalo, timpani, cabasa
- Alessandro Centofanti – tastiera e sintetizzatore
- Mario Scotti – basso, cori, battito di mani, battito di piedi
- Ruggero Cini – pianoforte, cori, mellotron, battito di mani, sintetizzatore, arpa, celeste, battito di piedi, Fender Rhodes, organo Hammond
- Olimpio Petrossi – chitarra acustica, cori
- Rodolfo Bianchi – sassofono tenore, cori, battito di mani, sax alto
- Cesare De Natale – battito di mani, cori
- Maurizio Montanesi – battito di mani
- Paolo Amerigo Cassella, Roberto Davini, Rino Gaetano, Ivano Fossati – cori